# Ampro
L'Ampro est un cours d'eau du Pays basque français (département des Pyrénées-Atlantiques). Il arrose les coteaux du sud de l'Adour.
Il prend sa source sur la commune de Lecumberry et se jette dans la Nive à Estérençuby.

## Département et communes traversés
Pyrénées-Atlantiques
- Lecumberry
- Estérençuby

## Principaux affluents
- Chiripisiako erreka
- Uritchondoko erreka
- Lapurdieko erreka